# Ким, Енгван Инсугович
Енгван Инсугович Ким (12 ноября 1911, с. Усть-Сидими, Уссурийский край, Приморская область, Российская империя — 14 декабря 1994, Алма-Ата, Казахстан) — советский и казахстанский учёный, доктор физико-математических наук (1959), профессор (1950), член-корреспондент АН КазССР (1962), Заслуженный деятель науки КазССР (1981).

## Биография
Родился 12 ноября 1911 года в с. Усть-Сидими, Приморской области Российской империи (ныне Хасанского района Приморского края России). В 1932 году окончил педагогический техникум в Никольск-Уссурийске, в 1937 году окончил МГУ.
В 1937—1945 годах преподаватель, старший преподаватель, зав. кафедрой, декан, в 1942—1943 годах заместитель директора Кызылординского педагогического института. В 1945—1951 годах заведующий кафедрой КазГУ. В 1951—1953 годах заведующий кафедрой, декан, доцент (1955—1956) Ростовского государственного педагогического института. В 1955—1956 годах докторант Института математики АН СССР. В 1956—1964 годах заведующий кафедрой Харьковского политехнического института, одновременно в 1957—1964 годах профессор Харьковского педагогического института.
В 1964—1994 годах — заведующий лабораторией Института математики и механики АН Казахстана и заведующий кафедрой КазГУ.
В 1959 году защитил докторскую диссертацию на тему «Об одном классе сингулярных интегральных уравнений и некоторых задачах теплопроводности для кусочно-однородных сред».
Основные научные труды посвящены теории с частными производными и её применению в технике. Сочинения: Математические модели тепловых процессов в электрических контактах, А., 1977 (в соавторстве).
Скончался 14 декабря 1994 года, похоронен на Центральном кладбище Алма-Аты.
Сочинения:
- Математические модели тепловых процессов в электрических контактах [Текст] / Е. И. Ким, В. Т. Омельченко, С. Н. Харин; АН КазССР, Ин-т математики и механики. — Алма-Ата: Наука, 1977. — 236 с.